# Tipula (Lunatipula) bivittata
Tipula (Lunatipula) bivittata is een tweevleugelige uit de familie langpootmuggen (Tipulidae). De soort komt voor in het Palearctisch gebied.